# My Bloody Valentine (2009)
My Bloody Valentine is een Amerikaanse horrorfilm uit 2009 onder regie van Patrick Lussier. De productie is een nieuwe versie van de gelijknamige film, een Canadese slasher uit 1981. De film kwam uit in zowel een reguliere als in een 3D-variant.

## Verhaal

### Proloog
Door een instorting in tunnel 5 van de Hanniger-mijn, komen zes mijnwerkers daar vast te zitten. Wanneer ze worden geborgen, zijn vijf van hen gestorven. Alleen Harry Warden (Richard John Walters) is nog in leven. Hij is agressief en heeft waanideeën voordat hij in het ziekenhuis in coma raakt. De vijf doden blijken niet te zijn omgekomen door de instorting, maar doordat ze zijn bewerkt met een houweel. De lokale kranten gaan ervan uit dat Warden ze heeft omgebracht om te proberen zo veel mogelijk zuurstof voor zichzelf te besparen.
Op Valentijnsdag een jaar later doet Warden in zijn ziekenhuisbed voor het eerst zijn ogen weer open. Even later wordt sherif Jim Burke (Tom Atkins) opgeroepen om naar het hospitaal te komen. De gangen en kamers rondom het bed waar Warden in lag, zijn bezaaid met de lijken van uiteengereten patiënten en personeelsleden. De muren zijn volgekliederd met hartjes getekend met bloed. In een bonbondoos wordt het echte hart van een van de slachtoffers gevonden. Warden is spoorloos verdwenen.
Diezelfde avond ontmoeten de tienerstelletjes Axel Palmer & Irene en Sarah Mercer & Tom Hanniger elkaar bij de ingang van de Hanniger-mijn om samen Valentijnsdag te vieren. Axel is eigenlijk gek op Sarah en heeft mede daarom een bloedhekel aan Tom, maar ook omdat Tom de zoon is van mijn-eigenaar Hanniger. De jongens proberen daarom om zo veel mogelijk uit elkaars buurt te blijven. Wanneer ze de mijn ingaan, blijkt dat daar een man in een mijnwerkerspak en een gasmasker op studenten aan het afslachten is met een houweel. De vier slaan op de vlucht, maar Tom struikelt en raakt achterop. Axel springt met Irene en Sarah in de auto en rijdt weg. Toms leven wordt gered doordat sherif Burke en zijn agent Hinch (Bingo O'Malley) net op tijd opduiken voordat de moordenaar hem met zijn houweel kan bewerken. Zij schieten meermaals raak en achtervolgen de moordenaar vervolgens wanneer die gewond de mijn invlucht. Die wordt daar officieel niet meer gevonden en als levend begraven beschouwd.

### Plot
Tien jaar later blijkt een inmiddels volwassen Axel (Kerr Smith) getrouwd te zijn met Sarah (Jaime King). Samen kregen ze zoontje Noah (Andrew Larson) en Axel is sherif van de lokale politiemacht geworden. Ze hebben Tom (Jensen Ackles) sinds die bewuste avond niet meer gezien, maar hij keert nu terug om het contract te tekenen waarmee hij de Hanniger-mijn wil verkopen. Dit zorgt voor spanningen bij de Lamers, want Axel voelt zich onmiddellijk weer bedreigd en Sarah heeft nog altijd een zwak voor Tom, die zomaar uit haar leven verdween. Bovendien is het huwelijk van de Palmers sowieso wankel, want Axel gaat vreemd met Sarahs werkneemster Megan (Megan Boone). Sarah zwijgt erover, maar weet het wel. Bovendien werkt het Axel op de zenuwen dat de lokale media werk maken van een herdenking van de slachtpartij waarbij tien jaar daarvoor 22 doden vielen. Het is nadien al die tijd goed gegaan in het plaatsje en Axel wil niet steeds herinnerd worden aan de traumatische gebeurtenissen waarvan hij een van de ooggetuigen was.
Tom gaat een kamer huren bij moteleigenaresse Selene (Selene Luna) en komt zo bij toeval terecht in de kamer direct naast die waarin Irene (Betsy Rue) op dat moment luidruchtige seks heeft met vrachtwagenchauffeur Frank (Todd Farmer). Die twee krijgen ruzie wanneer nadien blijkt dat Frank hun vrijpartij stiekem heeft opgenomen met een camera. Irene eist dat hij haar het bandje geeft, maar Frank loopt lachend weg. Ze achtervolgt hem daarop tot aan zijn wagen. Wanneer Frank zijn portierdeur opent, wordt hij door zijn hoofd geslagen met de houweel van een in een mijnwerkerspak en gasmasker getooide man die daaruit stapt. Irene vlucht terug haar motelkamer in, waar even later Selene ook binnenloopt omdat ze haar Franse buldog Louis zoekt. De gemaskerde man ziet Selene en slaat haar met zijn houweel van onder door haar kin, tilt haar in de lucht en tegen de lamp aan. Irene wordt betrapt onder het bed. De gemaskerde sloopt dit tot aan de springveren en zet Irene met bed en al rechtop. Na vier pogingen om haar te raken, raakt hij haar fataal in het kruis.
Axel komt ter plaatse om de plaats delict te onderzoeken en vindt er Franks camera, die nog opnam toen het moorden begon. Tot zijn schrik ziet hij op het filmpje dat de moordenaar er exact hetzelfde uitziet als de man die tien jaar eerder voor zijn ogen zijn klasgenoten afslachtte. Irenes hart werd daarbij uit haar lichaam gesneden en aan Axel bezorgd in een bonbondoos. De vrees drijft boven dat Warden terug is. Hoewel hij officieel levend begraven werd in de mijn, is er officieel nooit stoffelijk overschot van hem gevonden. De inmiddels gepensioneerde politiemannen Burke en Ben Foley (Ben Foley) bezweren Axel dat dit onmogelijk is. Warden is dan officieel levend begraven, in het geheim vonden zij hem wel degelijk terug die bewuste avond. Ze hebben hem toen ter plekke geliquideerd en zijn lijk begraven. Wanneer ze Axel meenemen naar de plek waar ze zijn lichaam en spullen in de grond stopten, ligt daar niettemin niets meer. Desondanks is Axel ervan overtuigd dat Warden niet terug is, maar dat er iemand in dezelfde uitdossing de huidige moorden pleegt. Voor hem is Tom de hoofdverdachte, want de dodelijke mijnwerker dook op in dezelfde periode dat Tom voor het eerst in tien jaar weer in het plaatsje is. Voor Tom daarentegen is Axel de hoofdverdachte. De inmiddels ook afgeslachte Megan was immers zíjn geheime minnares en het is voor Axel uitermate gunstig als Tom de moordenaar is, zodat Sarahs zwak voor hem misschien definitief verdwijnt. Sarah weet al helemaal niet meer wie ze moet geloven.
Alle spanningen komen tot een climax wanneer het drietal de mijn ingaat en beide mannen elkaar ervan beschuldigen de moordenaar te zijn. Tom wordt onder schot gehouden door Sarah, maar ziet achter haar rug de mijnwerker met zijn houweel aankomen en gilt uit dat Sarah gevaar loopt. Axel ziet alleen helemaal geen mijnwerker en Sarah ook niet. Door de traumatische gebeurtenissen tien jaar eerder heeft Tom een meervoudige persoonlijkheidsstoornis opgelopen. De huidige moorddadige mijnwerker bestaat alleen in zijn hoofd, terwijl hijzelf de moorden pleegt.

## Rolverdeling
| - Jensen Ackles - Tom Hanniger - Jaime King - Sarah Palmer - Kerr Smith - Axel Palmer - Betsy Rue - Irene - Edi Gathegi - Deputy Martin - Tom Atkins - Sheriff Jim Burke - Kevin Tighe - Ben Foley - Megan Boone - Megan - Karen Baum - Deputy Ferris - Joy de la Paz - Rosa | - Marc Macaulay - Riggs - Todd Farmer - Frank - Jeff Hochendoner - Red - Bingo O'Malley - Agent Hinch - Liam Rhodes - Michael - Andrew Larson - Noah Palmer - Jarrod DiGiorgi - Dokter Miller - Selene Luna - moteleigenaresse Selene - Richard John Walters - Harry Warden |

## Trivia
- Vrachtwagenchauffeur Frank wordt gespeeld door Todd Farmer.Hij is eigenlijk geen acteur, maar een van de scenarioschrijvers van de film.
- De eerste twee dodelijke slachtoffers die vallen in de film heten Jason en Michael, een verwijzing naar slasher-iconen Jason Voorhees en Michael Myers.
- Valentijsdag valt in My Bloody Valentine op zaterdag 14 februari, wat inhoudt dat het de dag daarvoor vrijdag de dertiende was oftewel Friday the 13th, de naam van de filmreeks waaruit Jason Voorhees voortkomt.
- een aflevering van de serie Supernatural is vernoemd naar deze film omdat Jensen Eckles ook in die serie speelt